# Zhang Xiaonan
Zhang Xiaonan (em chinês:  张 晓楠; Shenyang, 21 de julho de 1992) é uma pentatleta chinesa. 

## Carreira
Zhang representou seu país nos Jogos Olímpicos de Verão de 2016, terminando na 17ª colocação.